# Успех
Успех — соответствие результата активности определённому кругу ожиданий. В словаре Ушакова определяется как достижение поставленных целей в задуманном деле. Рассматривается как противоположность неудаче.
Критерии успеха зависят от контекста и часто относительны, определяясь оценивающим или принятой системой ценностей. То, что один человек считает успехом, другой может счесть неудачей или нейтральным исходом. Например, кинофильм, провалившийся в прокате и принёсший убытки своим создателям, впоследствии может обрести культовый статус, причем именно изначальное отсутствие коммерческого успеха и признания у широкой аудитории нередко притягивает к фильму внимание тех или иных субкультур.
Иногда весьма сложно определить, соответствует ли исход критериям успеха или неудачи, из-за неоднозначности изначальных критериев оценки. Поэтому для оценки степени успеха необходимо заранее как можно более чётко определять критерии оценки результата.
В Соединенных Штатах успех часто связывают с понятием «американской мечты» как «вероятно, мощнейшей идеологемы жизни американцев», которые «в целом исповедуют материалистический культ успеха». Особенным уважением пользуются self-made men — люди, которые, как принято считать, обязаны своим успехом только собственным усилиям. Часть социалистов и прогрессивистов считает наличие таких сверхуспешных личностей мифом.